# Geórgios Karaïskákis (dème)
Geórgios Karaïskákis (en grec : Γεώργιος Καραϊσκάκης) est un dème situé dans la périphérie d'Épire en Grèce. Le dème actuel est issu de la fusion en 2011 entre les dèmes de Geórgios Karaïskákis, d'Iráklia et de Tetrafylía.